# Källeryds landskommun
Källeryds landskommun var en tidigare kommun i Jönköpings län.

## Administrativ historik
När 1862 års kommunalförordningar trädde i kraft den 1 januari 1863 inrättades i Sverige cirka 2 400 landskommuner samt 89 städer och ett mindre antal köpingar.
Då inrättades i Källeryds socken i Mo härad i Småland denna kommun. Vid kommunreformen 1952 upplöstes denna landskommun där en del överfördes till Gnosjö storkommun.
1971 ombildades dessa landskommunerna till Gnosjö kommun.